# اس‌ام یوبی-۳
اس‌ام یوبی-۳ (به انگلیسی: SM UB-3) یک زیردریایی بود که طول آن ۹۲ فوت ۲ اینچ (۲۸٫۰۹ متر) بود. این زیردریایی در سال ۱۹۱۵ ساخته شد.